# Chiesa e convento di San Lorenzo
La chiesa e il convento di San Lorenzo si trovano a Pistoia, in piazza San Lorenzo.

## Storia e descrizione
Il grande complesso agostiniano fu voluto dal vescovo di Pistoia Guidolaste Vergiolesi, che vi pose la prima pietra il 3 luglio 1278. In principio gli agostiniani furono accolti nel piccolo oratorio di Sant'Antonio in Pantano, che venne demolito con l'avanzare dei lavori della grande chiesa. La chiesa a aula aveva in testata tre cappelle. La cappella maggiore possedeva un grande finestrone gotica ornato da vetrate istoriate, altre finestre bifore si aprivano sui fianchi della chiesa, ed in facciata sopra il portale una rosone. La facciata che rimase incompiuta, doveva essere in pietra serena come si vede ancor oggi. La chiesa fu costruita con il contributo del comune di Pistoia che è attestato dai due stemmi scacciati ai lati alti della facciata. Nel 1582 il visitatore Apostolico Mons. Angelo Peruzzi consacrò solennemente la chiesa, visto l'assenza del vescovo Lattazio Lattanzi.
Dopo il concilio di Trento vi furono apportati importanti restauri interni, come lo spostamento del coro nella cappella maggiore dietro l'altare, la costruzione di grandi altari laterali in pietra serena, furono chiuse le finestre bifore sui fiaschi della chiesa e realizzate nuovi finestroni rettangolari con cornici in pietra con timpani rettangolari. Vi era un grande organo che si arricchì di registri nel corso del 1600. Nel XVI secolo fu rinnovato totalmente il complesso conventuale con la costruzione del chiostro di Sant'Agostino di forma rettangolare, e quello della dispensa di forma di C aperto sugli orti. Gli spazi interni furono ristrutturati e riordinati. Nel 1600 le lunette del chiostro grande furono affrescate con storie di Sant'Agostino dal pittore Ulisse Giocchi da Monte San Savino. Alle dipendenze di questo importante monastero vi era il romitorio di sant'Alessio in Bigiano fuori Pistoia.
Gli Agostiniani riuscirono ad evitare le soppressione Ricciane-Leopoldine della fine del XVIII secolo, furono soppressi però con il decreto napoleonico del 1808 che entro in vigore nel 1810. Con la soppressione furono alienate molte opere d'arte e altre migrarono verso altre chiese del pistoiese;  il grande organo fu comprato da un privato per la pieve Gravina, fu vendita la biblioteca, ed altri oggetti furono consegnati alla chiesa di sant'Alessio che nel frattempo era divenuta chiesa parrocchiale. Nel 1821 il vescovo di Pistoia e Prato, Francesco Toli fece istanza al governo granducale di poter insediare i cappuccini all'interno del convento, visto che erano stati privati dei loro antichi conventi divenuti chiese parrocchiali. I Cappuccini vi rimasero fino al 1867 quando il governo Unitario soppresse tutti gli ordini religiosi. Il decreto entro in vigore nel 1880 quando i cappuccini avevano ristrutturato l'antico convento di San Francesco di Paola.
La chiesa e il convento subirono gravi manomissioni, perché il demanio li destinò a uso di caserma. I grandi altari seicentesco furono smantellati e comprati dall'antiquario fiorentino Stefano Bardini, che li uso come mostre di finestroni del suo palazzo-negozio a Firenze, le grandi pale in parte rimasero a Pistoia e in parte disperse in vendite semi clandestine. L'interno della chiesa fu diviso in piani da serti murari e furono aperte numerose finestre, fu demolito il timpano della facciata, chiuso il grande portale in faccia con la sua lunetta affrescata nel 1481, demolita la Torre campanaria che sovrastava la cappella destra in testata. Nonostante il rinvenimento di importanti affreschi i lavori andarono avanti e il complesso dal 1881 ospitò prima la caserma Francesco Ferruccio e poi fino al 1945 il distretto militare. In seguito un lungo periodo di abbandono degli ambienti del convento, la ex chiesa fu usata come deposito comunale e falegnameria, in seguito abbandonata. Dopo una lunga diatriba sulla proprietà, che era divisa tra il comune e demanio negli anni Novanta si avvio una campagna di restauri che salvarono dalla rovina totale il chiostro e il tetto della chiesa, furono scoperti importanti ciclo di affreschi sulle pareti interni della chiesa, purtroppo i lavori si sono fermati.
La sua importanza è testimoniata dalla decorazione delle pareti della chiesa, con affreschi, eseguiti da artisti pistoiesi del Trecento, fra i quali Giovanni di Bartolomeo Cristiani, autore del San Cristoforo, e del Quattrocento, fra i quali Niccolò di Mariano da Siena e Bernardino del Signoraccio, con la Sacra Conversazione fra san Sebastiano e Tobiolo e l'Angelo e con il Presepio.

### Oratorio di Sant'Ansano

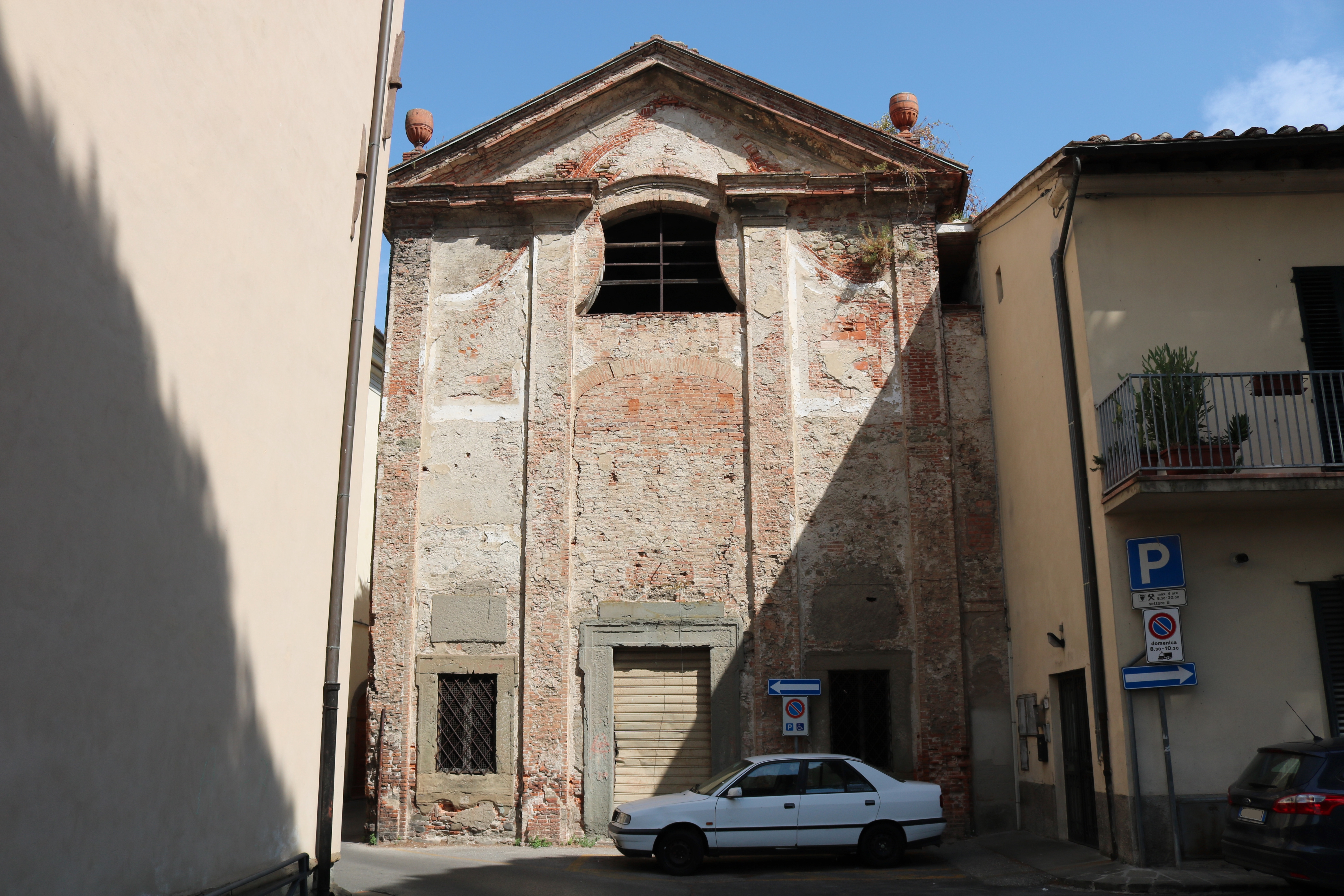
Oratorio di Sant'Ansano

Vicino alla chiesa, con facciata a sinistra sulla stessa piazza, sorge l'oratorio di Sant'Ansano, già usato dall'antica Compagnia della Crocetta, che pure oggi versa in stato di abbandono.